# Ben Masters
Benjamin Masters, detto Ben (Corvallis, 6 maggio 1947 – Palm Springs, 11 gennaio 2023) è stato un attore statunitense.

## Biografia
Dopo gli studi alla University of Oregon si spostò a New York dove iniziò a recitare in ruoli teatrali, tra cui The Boys in the Band. In questo periodo lavorò con Ingrid Bergman in Captain Brassbound's Conversion e  con Meryl Streep in Il giardino dei ciliegi. 
Debuttò nel mondo del cinema nel 1975 nel film Mandingo e in televisione due anni dopo nella serie Muggsy. Negli anni seguenti si concentrò soprattutto sulle produzioni televisive, tra cui il ruolo di Julian Crane in Passions che lo rese molto famoso come attore di soap opera.
Ben Masters, al quale era stata diagnosticata la demenza senile da qualche anno, morì nel 2023 per complicazioni da Covid-19. 

## Filmografia

### Cinema
- Mandingo, regia di Richard Fleischer (1975)
- All That Jazz - Lo spettacolo comincia (All That Jazz), regia di Bob Fosse (1977)
- Prima dell'ombra (The Shadow Box), regia di Paul Newman (1980)
- Key Exchange, regia di Barnet Kellman (1985)
- Kate's Secret, regia di Arthur Allan Seidelman (1986)
- Cercasi l'uomo giusto (Making Mr. Right), regia di Susan Seidelman (1987)
- Il mostro (The Deliberate Stranger), regia di Marvin J. Chomsky (1988)
- Il re di Hong Kong (Noble House), regia di Gary Nelson (1988)
- Cruel Doubt, regia di Yves Simoneau (1992)
- La seconda guerra civile americana (The Second Civil War), regia di Joe Dante (1997)

### Televisione
- Muggsy - serie TV (1976-1977)
- HeartBeat - serie TV (1988)
- Street of Dream, regia di William A. Graham - film TV (1988)
- La signora in giallo (Murder, She Wrote) - serie TV, episodio 7x01 (1990)
- Un detective in corsia (Diagnosis: Murder) - serie TV (1993)
- Walker Texas Ranger - Riunione mortale (Walker Texas Ranger 3: Deadly Reunion), regia di Michael Preece – film TV (1994)
- Amore ferito (Lady Killer), regia di Steven Schachter - film TV (1995)
- Spy Game - serie TV (1997)
- Passions - serie TV (1999-2008)

## Doppiatori italiani
Nelle versioni in italiano delle opere in cui ha recitato, Ben Masters è stato doppiato da:
- Piero Tiberi in Mandingo
- Claudio De Davide in  Il segreto di Kate
- Luigi La Monica in La signora in giallo (ep. 7x01)
- Oliviero Dinelli in La signora in giallo (ep. 9x13)
- Pieraldo Ferrante in La signora in giallo (ep. 10x18)
- Dario Penne in Walker Texas Ranger - Riunione mortale